# Steve Tisch
Steven Elliot Tisch (Lakewood, 14 de fevereiro de 1949) é um produtor de cinema e empresário americano. Ele é presidente, coproprietário e vice-presidente executivo do New York Giants, time da NFL de propriedade de sua família, além de produtor de cinema e televisão. Ele é filho do ex-coproprietário do Giants, Preston Robert Tisch.

## Biografia
Tisch nasceu em Lakewood Township, Nova Jersey, filho de Joan e Preston Robert Tisch, um executivo de cinema e televisão que também serviu como Diretor Geral dos Correios dos Estados Unidos. Ele tem dois irmãos, Jonathan Tisch e Laurie Tisch . Sua família é judia. Ele frequentou a Tufts University, durante a qual começou sua carreira cinematográfica.

## Carreira
Durante sua juventude, Tisch criou uma série de pequenos filmes com o apoio da Columbia Pictures. Em 1976, ele deixou a Columbia e criou seu primeiro longa-metragem, Outlaw Blues. Ele seguiu em 1983 com Risky Business, que deu a Tom Cruise seu primeiro papel principal.
Em 1984, Tisch produziu um filme feito para a TV intitulado The Burning Bed, que causou polêmica, mas também recebeu onze indicações ao Emmy  pela representação de Farrah Fawcett. Tisch lançou sua própria produtora em 1986, chamada Steve Tisch Company, que desde então se especializou em filmes para telas pequenas. A empresa originalmente tinha um acordo de dois filmes com a New World Pictures, com Soul Man sendo o primeiro filme de um acordo proposto de dois filmes. Em 1987, a empresa criou vários projetos na Warner Bros., que incluíam os direitos de longa-metragem do personagem Mr. Magoo (o projeto acabou sendo feito pela Disney em 1997 como um filme live-action ), bem como três projetos originais que a empresa, por meio da Steve Tisch Productions, tinha um contrato no estúdio. No entanto, ele também produziu vários filmes aclamados pela crítica, incluindo Forrest Gump, American History X e Snatch. Tisch recebeu um Oscar de Melhor Filme e um Globo de Ouro por Forrest Gump, que foi indicado a 13 Oscars e ganhou seis, e continua sendo um dos filmes de maior bilheteria doméstica da história. Ele também é a única pessoa com um Globo de Ouro, um Oscar, uma indicação ao Primetime Emmy Award e um Super Bowl Ring.
Ele é atualmente sócio da Escape Artists, uma produtora de filmes financiada de forma independente com sede na Sony Pictures Entertainment, resultado da fusão entre sua Steve Tisch Company e os parceiros Todd Black e a produtora de Jason Blumenthal, Black & Blu. A Escape Artists lançou The Weather Man, estrelado por Nicolas Cage, no outono de 2005, e The Pursuit of Happyness, estrelado por Will Smith, foi lançado pela Columbia Pictures em dezembro de 2006. Outros projetos incluem Seven Pounds, estrelado por Will Smith, Knowing, estrelado por Nicolas Cage e The Taking of Pelham 123, estrelado por Denzel Washington e John Travolta. Os projetos de televisão da empresa incluem Perpetual Grace, LTD para Epix e Servant, estrelado por Nell Tiger Free para Apple TV+.
Em 2007, Tisch recebeu o Prêmio PT Barnum da Universidade Tufts pelo seu trabalho excepcional na área de mídia e entretenimento.
Tisch tornou-se presidente e vice-presidente executivo do time de futebol americano New York Giants em 2005. Ele aceitou o Troféu Vince Lombardi duas vezes, quando os Giants venceram o Super Bowl XLII, e novamente quando venceram o Super Bowl XLVI. Em 30 de abril de 2008, Tisch, junto com o resto da equipe e da administração dos Giants, recebeu um convite do presidente George W. Bush para a Casa Branca para homenagear a vitória dos Giants no Super Bowl.
Tisch também fez uma aparição no reality show Shark Tank na 5ª temporada.

## Vida pessoal
Tisch foi casado duas vezes. Ele teve dois filhos com sua primeira esposa, Patsy A. Tisch; o casamento terminou em divórcio. Em 1996, Tisch se casou com Jamie Leigh Anne Alexander. Eles tiveram três filhos, Elizabeth, Holden e Zachary, antes de se divorciarem.
Em 10 de agosto de 2020, ele anunciou que sua filha, Hilary, havia cometido suicídio após um histórico de depressão. Ela tinha 36 anos.

## Filmografia

### Filme

#### Como produtor
| Ano  | Filme                               | Trabalho           |
| ---- | ----------------------------------- | ------------------ |
| 1977 | Outlaw Blues                        |                    |
| 1978 | Almost Summer                       | Produtor executivo |
| 1980 | Coast to Coast                      |                    |
| 1983 | Risky Business                      |                    |
| 1983 | Deal of the Century                 | Produtor executivo |
| 1986 | Soul Man                            |                    |
| 1988 | Big Business                        |                    |
| 1988 | Hot to Trot                         |                    |
| 1989 | Heart of Dixie                      |                    |
| 1990 | Heart Condition                     |                    |
| 1990 | Bad Influence                       |                    |
| 1994 | Forrest Gump                        |                    |
| 1994 | Corrina, Corrina                    |                    |
| 1996 | The Long Kiss Goodnight             | Produtor executivo |
| 1996 | Dear God                            |                    |
| 1997 | Wild America                        | Produtor executivo |
| 1997 | The Postman                         |                    |
| 1998 | American History X                  | Produtor executivo |
| 1998 | Lock, Stock and Two Smoking Barrels | Produtor executivo |
| 1998 | Nico the Unicorn                    | Produtor executivo |
| 1999 | Wayward Son                         | Produtor executivo |
| 2000 | Snatch                              | Produtor executivo |
| 2000 | Looking for an Echo                 | Produtor executivo |
| 2003 | Alex & Emma                         | Produtor executivo |
| 2005 | The Weather Man                     |                    |
| 2006 | The Pursuit of Happyness            |                    |
| 2008 | Seven Pounds                        |                    |
| 2009 | Knowing                             |                    |
| 2009 | The Taking of Pelham 123            |                    |
| 2010 | The Back-up Plan                    |                    |
| 2012 | Hope Springs                        | Produtor executivo |
| 2014 | Sex Tape                            |                    |
| 2014 | The Equalizer                       |                    |
| 2015 | Unfinished Business                 |                    |
| 2015 | Southpaw                            |                    |
| 2017 | The Upside                          |                    |
| 2018 | The Equalizer 2                     |                    |
| 2019 | Troop Zero                          |                    |
| 2021 | Pig                                 |                    |
| 2021 | Being the Ricardos                  |                    |
| 2021 | A Journal for Jordan                |                    |
| 2022 | The Man from Toronto                |                    |
| 2023 | Cassandro                           | Produtor executivo |
| 2023 | The Equalizer 3                     |                    |
| 2026 | Masters of the Universe             |                    |
| TBA  | Madden                              |                    |

#### Como ator
| Ano  | Filme             | Papel                   | Notas         |
| ---- | ----------------- | ----------------------- | ------------- |
| 1971 | Cry Uncle!        | Homem correndo do motel | Não creditado |
| 1996 | Querido Deus      | Vizinho com Cachorro    |               |
| 2010 | Brother's Justice | Steve                   |               |
| 2015 | Comitiva          | Membro do Conselho      |               |

### Televisão

#### Como produtor
| Ano     | Título                  | Crédito            | Notas                |
| ------- | ----------------------- | ------------------ | -------------------- |
| 1975    | The Missing Are Deadly  | Produtor associado | Filme para televisão |
| 1979    | No Other Love           | Produtor executivo | Filme para televisão |
| 1980    | Homeward Bound          |                    | Filme para televisão |
| 1982    | Prime Suspect           |                    | Filme para televisão |
| 1982    | Something So Right      | Produtor executivo | Filme para televisão |
| 1984    | Calendar Girl Murders   | Produtor executivo | Filme para televisão |
| 1984    | The Burning Bed         | Produtor executivo | Filme para televisão |
| 1984    | Silence of the Heart    | Produtor executivo | Filme para televisão |
| 1984−85 | Call to Glory           | Produtor executivo |                      |
| 1986    | Triplecross             | Produtor executivo | Filme para televisão |
| 1987    | In Love and War         | Produtor executivo | Filme para televisão |
| 1988    | Evil in Clear River     | Coprodutor         | Filme para televisão |
| 1988    | Dirty Dancing           |                    |                      |
| 1989    | Out on the Edge         | Produtor executivo | Filme para televisão |
| 1990    | Judgement               | Produtor executivo | Filme para televisão |
| 1991    | CBS Schoolbreak Special |                    |                      |
| 1991    | Vidiots                 | Produtor executivo | Filme para televisão |
| 1992    | Afterburn               | Produtor executivo | Filme para televisão |
| 1992    | Keep the Change         | Produtor executivo | Filme para televisão |
| 1992    | Freshman Dorm           | Produtor executivo |                      |
| 1996    | The People Next Door    | Produtor executivo | Filme para televisão |
| 2000    | Mission Extreme         | Coprodutor         |                      |
| 2016    | Prototype               | Produtor executivo | Filme para televisão |
| 2019    | Perpetual Grace, LTD    | Produtor executivo |                      |
| 2019    | Why We Hate             | Produtor executivo | Documentário         |
| 2021    | Dr. Death               | Produtor executivo |                      |
| 2019−23 | Servant                 | Produtor executivo |                      |

#### Como ator
| Ano  | Título   | Papel         | Notas         |
| ---- | -------- | ------------- | ------------- |
| 1995 | Seinfeld | Homem no Café | Não creditado |
| 2017 | Billions | Ele mesmo     |               |

#### Como diretor
| Ano  | Título        |
| ---- | ------------- |
| 1989 | Dirty Dancing |